# Stadtmuseum Schongau

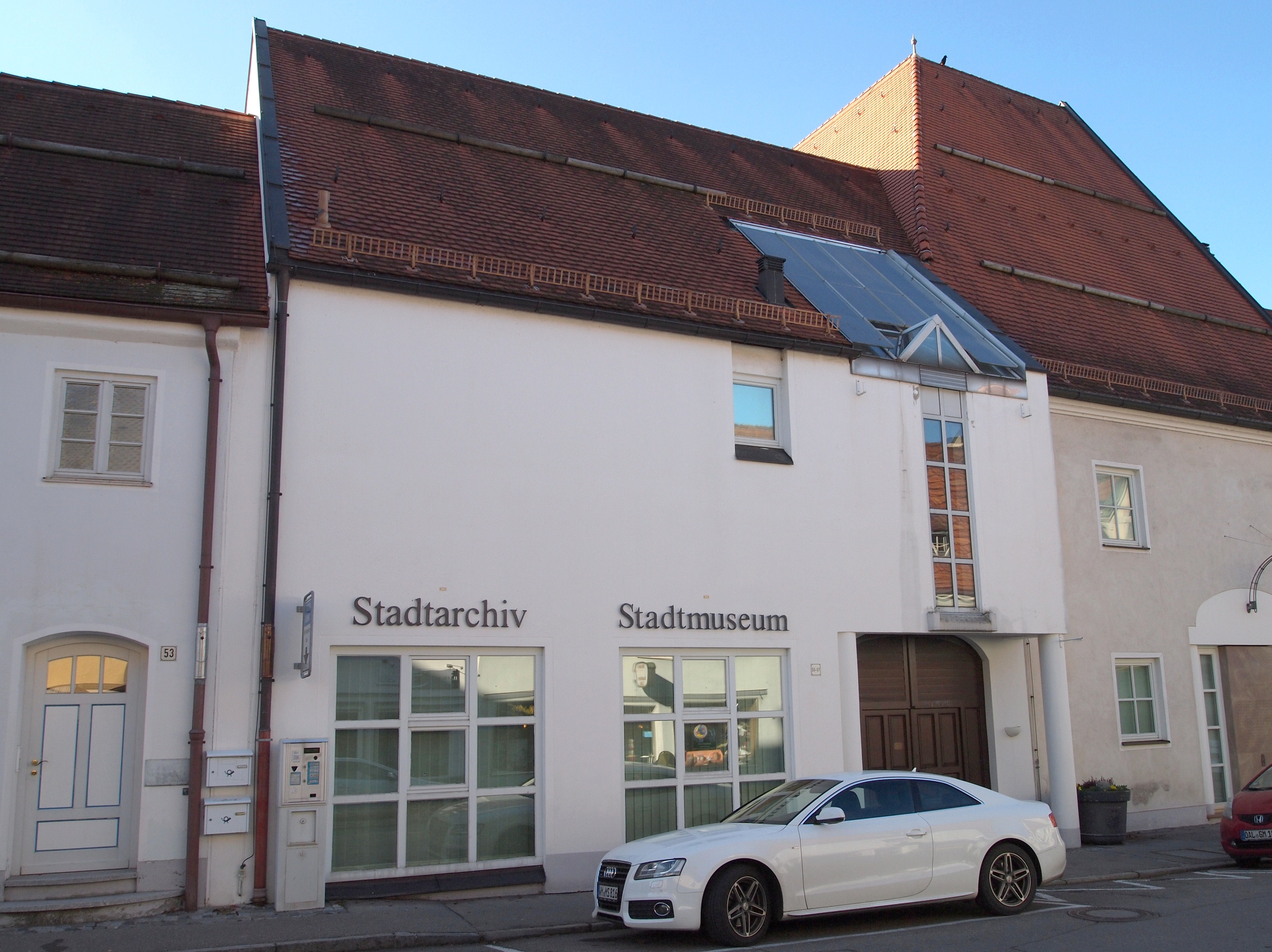
Stadtmuseum Schongau

Das 1891 gegründete Museum der Stadt Schongau in Schongau am Lech im oberbayerischen Landkreis Weilheim-Schongau zählt zu den frühen Heimatmuseen in Bayern.
Ausgestellt wurden die Bestände der Gesamtinnung des Bezirkes Schongau, historische Exponate der Stadt sowie private Schenkungen an das Museum. Anfänglich war das Museum im Ballenhaus am Marienplatz untergebracht, vor dem Ausbruch des Ersten Weltkrieges erlag der Museumsbetrieb. Nach Ende dieses Krieges wurde das Museum neu belebt, aber zum Ende des Zweiten Weltkrieges geplündert und anschließend geschlossen. 
1965 wurde das Stadtmuseum außerhalb der Stadtmauer in einem bestehenden Gebäude neu eröffnet, jedoch wurden diese Räumlichkeiten ab 1972 für den Schulbetrieb als Klassenzimmer genutzt und das Stadtmuseum neuerdings geschlossen. Später plante man, die ehemalige Spitalkirche St. Erasmus in der Altstadt in das Stadtmuseum umzuwandeln. Im Jahr 1989 wurde der erste Abschnitt des neuen Museums den Besuchern zugänglich gemacht, 1991 folgte der zweite Abschnitt. Aufgrund kommunaler Finanzprobleme musste die hauptamtliche Museumsführung, die seit dem Umzug des Museums in die ehemalige Spitalkirche installiert war, im Jahr 2003 wieder abgesetzt werden. Seit 2004 leitet der Historische Verein Schongau – Stadt und Land e.V. das Stadtmuseum ehrenamtlich.
Seither fungiert das Museum als regionales Schwerpunktmuseum und zeigt zudem wechselnde Sonderausstellungen zu verschiedenen Themen.